# Байкал (футбольный клуб, Иркутск)
«Байка́л» — российский футбольный клуб из Иркутска. Основан в 2009 году.

## История

Прежний логотип футбольного клуба

### Третий дивизион
В 2008 году после роспуска главного футбольного клуба Иркутска «Звезды» общественность и чиновники города стали искать способы возродить местный футбол. В 2009 году было принято решение создать новый футбольный клуб, не имеющий никаких общих связей с предшественником. Инициатором идеи был Валерий Труфанов, он же будущий президент клуба. Спонсором и владельцем команды стала группа компаний «Радиан». Основу команды составили молодые игроки из дубля «Звезды». Управлять командой взялись иркутские тренеры Олег Яковлев и Вячеслав Рудаков. Перед командой поставили задачи выйти во второй дивизион с 1-го места и завоевать кубок Сибири.
Первый официальный матч в рамках ЛФЛ состоялся 8 мая 2009 года в Иркутске с барнаульским «Полимером». В сезоне 2009 «Радиан-Байкал» занял 2-е место в зональном турнире ЛФЛ, стал финалистом Кубка Сибири, занял 3-е место в финальном турнире Кубка ЛФК.

### ПФЛ
26 февраля 2010 года «Радиан-Байкал» прошёл аттестацию в ПФЛ. 18 марта 2010 клуб был официально принят в состав ПФЛ. Сезон 2010 года в зоне «Восток» команда окончила на 2-м месте.
Перед сезоном 2012/13 клуб был переименован в «Байкал».
С начала сезона 2013/14 команду возглавил Сергей Горлукович, с которым «Байкал» в 16 матчах набрал 22 очка и перед зимним перерывом занимал 7 место. По личным обстоятельствам Горлукович был вынужден оставить пост главного тренера. Новым главным тренером стал Александр Алфёров. 20 ноября 2013 года с ним был подписан контракт, действующий до окончания текущего сезона.
По итогам сезона 2013/14 «Байкал» занял пятое место в зоне «Восток». Контракт с главным тренером был продлён ещё на два сезона и поставлена задача выхода в ФНЛ.
Осеннюю часть сезона 2014/15 «Байкал» завершил лидером. Но зимой команду покинули опытные игроки — Алексей Некрасов, Иван Лесков и Иван Старков. Перед решающим выездом по маршруту Комсомольск-на-Амуре — Якутск с поста главного тренера был отстранен Александр Алфёров и команду готовил его помощник Александр Дереповский и вот 1 июня 2015 года ФК «Байкал», победив в Комсомольске местную «Смену» 1:0 (мяч забил Алексей Ющук), завоевал 1-е место и получил путёвку в ФНЛ. 

### ФНЛ
16 июня 2015 года команда получила необходимую лицензию для участия в ФНЛ и озвучила имя нового главного тренера — Константин Дзуцев. Вместе с главным тренером в команду пришли и ведущие игроки новокузнецкого «Металлурга» — защитник Роман Ткачук, хавбеки Сергей Нарылков, Антон Киселев (лучший игрок 2-го дивизиона зоны «Восток» минувшего сезона), а также Давид Мильдзихов. Помимо них в команду пришли вратарь Михаил Бородько из красноярского «Енисея», защитники Денис Кириленко из астраханского «Волгаря» и Владимир Кулешов из «Тюмени», а также нападающий Дмитрий Ахба из «Волгаря». Покинули команду Алексей Сабанов, Николай Шиков и Илья Изотов, переведены в команду «Байкал»-М вратарь Евгений Ставер, защитник Артур Копытин, полузащитник Андрей Афер, нападающий Вадим Богданов. «Байкал» начал сезон с пяти поражений кряду. Позже команду пополнили нападающий Дмитрий Кортава из липецкого «Металлурга», а также защитники Дмитрий Яшин из «Терека» и Михаил Меркулов из «Урала», в свою очередь по решению тренера Дзуцева были отзаявлены иркутяне Дмитрий Галин, Виктор Утюжников и Иван Хлебородов. Перед самым закрытием трансферного окна команду пополнил свободный агент нападающий Азамат Гонежуков. Первую победу в ФНЛ «Байкал» одержал над астраханским «Волгарём» 3:2 дома. 
27 августа 2015 «Байкал» в 1/32 Кубка России обыграл «Томь» со счётом 3:2. Голами отметились Авагимян, Майборода и Ющук. В 1/16 «Байкал» сыграл главный матч в своей истории против ЦСКА, проиграв столичному клубу в дополнительное время 1:2. Во время матча на стадионе присутствовало 12 тысяч зрителей.
В зимний перерыв клуб остался без финансирования, стоял вопрос о снятии с первенства ФНЛ, в последний момент деньги были найдены, но клуб покинули все ведущие игроки. В весенней части «Байкал» провел 14 игр, в которых одержал одну победу, свёл один матч вничью и проиграл 12 игр. По итогам сезона команда заняла 19-е место в первенстве из 20 и вернулась во второй дивизион. 8 апреля 2017 года РФС исключил ФК «Байкал» из своих рядов. Место «Байкала» в сезоне 2016/2017 занял Зенит.

### Третий дивизион
В мае 2017 года команда приняла участие в Кубке Сибири среди любительских команд, а также была заявлена в первенство России среди любительских футбольных команд первой лиги зоны «Сибирь». С 2017 года команда продолжила выступление в  первенство России среди любительских футбольных команд первой лиги зоны «Сибирь». В 2019 и 2021 годах, команда выходила в финальный этап. В сезоне 2021 «Байкал» дошёл до финала Кубка Сибири, где проиграл барнаульскому «Темпу». 
В 2022 году команда также заявилась на первенство России среди любителей зоны «Сибирь» и «Дальний восток», где в первом матче встретилась в Иркутском дерби с футбольным клубом «Иркутск».

## Результаты выступлений
| Сезон   | Первенство                                     | Первенство                                     | Первенство                                     | Первенство | Первенство | Первенство | Первенство | Первенство | Первенство | Первенство | Бомбардир                   | Кубок                                | Примечания                       |
| Сезон   | лига/дивизион                                  | лига/дивизион                                  | лига/дивизион                                  | Место      | И          | В          | Н          | П          | Мячи       | О          | Бомбардир                   | Кубок                                | Примечания                       |
| ------- | ---------------------------------------------- | ---------------------------------------------- | ---------------------------------------------- | ---------- | ---------- | ---------- | ---------- | ---------- | ---------- | ---------- | --------------------------- | ------------------------------------ | -------------------------------- |
| 2009    | ЛФЛ (III дивизион), зона «Сибирь», Высшая лига | ЛФЛ (III дивизион), зона «Сибирь», Высшая лига | ЛФЛ (III дивизион), зона «Сибирь», Высшая лига | из 10      | 18         | 12         | 4          | 2          | 50-23      | 40         | Заморока Никита — 13        | —                                    | Переход во Второй дивизион       |
| 2010    | Второй дивизион/ Первенство ПФЛ, зона «Восток» | Второй дивизион/ Первенство ПФЛ, зона «Восток» | Второй дивизион/ Первенство ПФЛ, зона «Восток» | из 11      | 30         | 17         | 5          | 8          | 56-43      | 56         | Наханович Владимир — 11 (2) | 1/32                                 |                                  |
| 2011/12 | Второй дивизион/ Первенство ПФЛ, зона «Восток» | Второй дивизион/ Первенство ПФЛ, зона «Восток» | Второй дивизион/ Первенство ПФЛ, зона «Восток» | 7 из 13    | 36         | 13         | 13         | 10         | 42-37      | 52         | Некрасов Алексей — 6        | 1/32                                 |                                  |
| 2012/13 | Второй дивизион/ Первенство ПФЛ, зона «Восток» | Второй дивизион/ Первенство ПФЛ, зона «Восток» | Второй дивизион/ Первенство ПФЛ, зона «Восток» | 8 из 11    | 30         | 8          | 4          | 18         | 36-61      | 28         | Дудиков Евгений — 12        | 1/128                                |                                  |
| 2013/14 | Второй дивизион/ Первенство ПФЛ, зона «Восток» | Второй дивизион/ Первенство ПФЛ, зона «Восток» | Второй дивизион/ Первенство ПФЛ, зона «Восток» | 5 из 9     | 24         | 9          | 9          | 6          | 31-20      | 36         | Некрасов Алексей — 8 (1)    | 1/256                                |                                  |
| 2014/15 | Второй дивизион/ Первенство ПФЛ, зона «Восток» | Второй дивизион/ Первенство ПФЛ, зона «Восток» | Второй дивизион/ Первенство ПФЛ, зона «Восток» | из 9       | 24         | 11         | 11         | 2          | 37-18      | 44         | Галин Дмитрий — 9 (5)       | 1/32                                 | Выход в ФНЛ                      |
| 2015/16 | Первенство ФНЛ                                 | Первенство ФНЛ                                 | Первенство ФНЛ                                 | 19 из 20   | 38         | 8          | 2          | 28         | 29-73      | 26         | Эдуард Богданов — 4         | 1/16                                 | Потеря профессионального статуса |
| 2017    | III дивизион                                   | зона «Сибирь», I лига                          |                                                | из 3       | 6          | 1          | 0          | 5          | 11-24      | 3          |                             | —                                    |                                  |
| 2018    | III дивизион                                   | зона «Сибирь», I лига                          | группа «Восток»                                | 3 из 3     | 6          | 1          | 1          | 4          | 7-35       | 4          |                             | —                                    | Не выход во второй этап          |
| 2019    | III дивизион                                   | зона «Сибирь», I лига                          | группа «Восток»                                | 2 из 3     | 6          | 2          | 2          | 2          | 8-6        | 8          |                             | —                                    | Выход во второй этап             |
| 2019    | III дивизион                                   |                                                | финал                                          | из 4       | 3          | 2          | 0          | 1          | 8-5        | 6          |                             | —                                    | Выход в высшую лигу СФФ «Сибирь» |
| 2020    | III дивизион                                   | зона «Сибирь»                                  | группа «Восток»                                | из 3       | 2          | 0          | 0          | 2          | 1-7        | 0          |                             | —                                    |                                  |
| 2021    | III дивизион                                   | зона «Сибирь»                                  | группа «Восток»                                | 8 из 14    | 20         | 5          | 5          | 10         | 26-34      | 20         |                             | Кубок Сибири                         | 2-е место из 5                   |
| 2021    | III дивизион                                   | зона «Сибирь»                                  | финал (за 1—9-е места)                         | 8 из 14    | 20         | 5          | 5          | 10         | 26-34      | 20         |                             | Кубок Сибири                         |                                  |
| 2022    | III дивизион                                   |                                                |                                                | 14 из 15   | 22         | 5          | 1          | 16         | 18-75      | 16         |                             | Кубок Сибири 1/2 (Молодёжный состав) |                                  |
| 2023    | III дивизион                                   | 10 из 13                                       | 24                                             | 5          | 5          | 14         | 26-66      | 20         |            |            |                             |                                      |                                  |

1. ↑  В скобках — количество мячей с пенальти.
2. ↑  В финальном этапе учитывалась часть матчей первого этапа (с командами своей группы). Приведены показатели в сыгранных матчах (включая техническую победу со счётом 3:0 на первом этапе).

И — игры, В — выигрыши, Н — ничьи, П — проигрыши, Голы — забитые и пропущенные голы, О — очки.

## Достижения
Кубок России
1/16 финала: 2015/2016
Первенство ФНЛ
19 место: 2015/16
ПФЛ (зона «Восток»):
- 1-е место: 2014/2015
- 2-е место: 2010

Третий дивизион (зона «Сибирь»):
- 2-е место: 2009

Кубок Сибири
- 2-е место: 2021